# Gongora quinquenervis
Gongora quinquenervis é uma espécie de planta do gênero Gongora e da família Orchidaceae. 
É uma orquídea ornamental vendida comercialmente. 

## Taxonomia
A espécie foi descrita em 1798 por Hipólito Ruiz López e José Antonio Pavón. 

## Forma de vida
É uma espécie epífita e herbácea. 

## Conservação
A espécie faz parte da Lista Vermelha das espécies ameaçadas do estado do Espírito Santo, no sudeste do Brasil. A lista foi publicada em 13 de junho de 2005 por intermédio do decreto estadual nº 1.499-R. 

## Distribuição
A espécie é encontrada nos estados brasileiros de Amazonas, Ceará, Espírito Santo, Maranhão, Pará, Pernambuco e Roraima. 
Em termos ecológicos, é encontrada nos  domínios fitogeográficos de Floresta Amazônica e Mata Atlântica, em regiões com vegetação de Campinarana, mata de igapó e floresta de terra firme.